# La Révolte
Pour le film de Lloyb Bacon, voir La Révolte (film).
Pour le journal anarchiste, voir La Révolte (1887-1894).
La Révolte est un chant anarchiste attribué à Sébastien Faure qui l’aurait écrit en 1886.[réf. souhaitée]
Le groupe René Binamé l'a reprise en 1996, modifiant légèrement les paroles.

## Interprètes
La révolte a été interprétée, entre autres, par :
- Les Quatre Barbus (SERP Disques, 1969)
- Fanchon Daemers (album de 2014, Contre la résignation)
- René Binamé (paroles modifiées)
- La chorale du chiffon rouge[1]

## Paroles
| Couplet 1 : Nous sommes les persécutés De tous les temps et de toutes les races Toujours nous fumes exploités Par les tyrans et les rapaces Mais nous ne voulons plus fléchir Sous le joug qui courba nos pères Car nous voulons nous affranchir De ceux qui causent nos misères Refrain : Église, Parlement, Capitalisme, État, Magistrature Patrons et Gouvernants, Libérons-nous de cette pourriture Pressant est notre appel, Donnons l'assaut au monde autoritaire Et d'un cœur fraternel Nous réaliserons l'idéal libertaire Couplet 2 : Ouvrier ou bien paysan Travailleur de la terre ou de l'usine Nous sommes dès nos jeunes ans Réduits aux labeurs qui nous minent D'un bout du monde à l'autre bout C'est nous qui créons l'abondance C'est nous tous qui produisons tout Et nous vivons dans l'indigence Refrain Couplet 3 : L'État nous écrase d'impôts Il faut payer ses juges, sa flicaille Et si nous protestons trop haut Au nom de l'ordre on nous mitraille Les maîtres ont changé cent fois C'est le jeu de la politique Quels que soient ceux qui font les lois C'est bien toujours la même clique Refrain Couplet 4 : Pour défendre les intérêts Des flibustiers de la grande industrie On nous ordonne d'être prêts À mourir pour notre patrie Nous ne possédons rien de rien Nous avons horreur de la guerre Voleurs, défendez votre bien Ce n'est pas à nous de le faire Refrain Couplet 5 : Déshérités, soyons amis Mettons un terme à nos tristes disputes Debout! ne soyons plus soumis Organisons la Grande Lutte Tournons le dos aux endormeurs Qui bercent la misère humaine Clouons le bec aux imposteurs Qui sèment entre nous la haine Refrain Couplet 6 : Partout sévit l'Autorité Des gouvernants l'Internationale Jugule notre liberté Dont le souffle n'est plus qu'un râle L'heure a sonné de réagir En tous lieux la Révolte gronde Compagnons, sachons nous unir Contre tous les Maîtres du Monde Refrain |